# CGV플러스
CGV플러스(CGVPlus)는 2008년 8월 15일에 CJ미디어(현 CJ E&M)에서 TVT에 이어 두 번째로 선보인 24시간 HD 채널이었고 위성방송 스카이라이프와 케이블TV MSO CJ헬로비전와 C&M에서 개국하였다.
프로그램 구성은 대부분 영화와 드라마로 이루어졌고, CJ미디어에서 판권을 보유하고 있는 쇼, 오락, 스포츠 등의 HD 프로그램도 함께 방영했다.
전체 편성 프로그램의 95%가 HD로 방영했고 이제는 Real HD 시대! It's Premium!라는 캐치프레이즈를 내세웠다.
2010년 6월 21일부터 스카이라이프에서 채널CGV로 채널을 통합되어 폐국 되었다.